# グラスコート佐賀テニスクラブ
グラスコート佐賀テニスクラブ（グラスコートさがテニスクラブ）は佐賀県佐賀市金立町千布3907番地にあるテニス競技場。かつては「ウィンブルドン九州」の名で知られていたが、本家ウィンブルドンとの混同を避け、提携関係も無いことを明らかにするため2008年2月に現名称に改称した。

## 概要
創立者の緒方勝徳がイギリスのウインブルドンテニスクラブに感銘を受け、日本初の本格的天然芝生コートを多数有するテニスクラブとして1975年に設立した。天然芝コートに限れば国内最大規模をほこるテニスクラブで、ウィンブルドン選手権など芝のコートで行われる大会の前には調整の場としてもよく利用されている。また、2012年に開催されたロンドン五輪の際には、テニス競技が天然芝コートのウィンブルドンで開催されることから、JOCにより強化センターに指定された。
かつては「全日本ローンコートテニス選手権国際女子テニス」が開催されており、まだ無名のエレナ・ドキッチがプレーしたほか、杉山愛はプロ入り初戦、伊達公子は2戦目がこの大会だった。また、浅越しのぶなどここで初めて天然芝コートの大会を経験したという選手も多い。
現在は主にジュニアやベテラン選手の大会が開催されている。
イギリスのウインブルドンテニスクラブとも定期的に交流があり、2015年の夏のジュニアテニスキャンプではヘッドコーチも来日している。また、2018年のウィンブルドン創立150周年記念式典にはアジアのテニスクラブで唯一招待された。
2018年4月には、2002年より毎年、ウインブルドンで開催されている14歳以下のジュニアテニス大会"Road to Wimbledon" の日本予選が開催された。

## 施設
- テニスコート
  - グラス（天然芝）コート　- 14面（センターコートは700人収容）
  - ケミカルコート（室内） - 2面
  - 砂入り人工芝コート - 5面
- レストラン
- 浴室（男・女）

## 開催大会
- グラスホパー全国ジュニアテニス
- 全日本グラスコートベテランテニス選手権
- THE ROAD TO WIMBLEDON JAPAN
- Asia Junior Grass Court Tennis Championship in Saga - アジアテニス連盟公認大会

## アクセス
- 佐賀駅バスセンターから佐賀市営バス32二俣・金立公民館線、グラスコート佐賀にて下車。